# Idaea tahamae
Idaea tahamae är en fjärilsart som beskrevs av Edward P. Wiltshire 1983. Idaea tahamae ingår i släktet Idaea och familjen mätare. Inga underarter finns listade i Catalogue of Life.